# Hypsugo lanzai
Hypsugo lanzai — вид роду Hypsugo.

## Етимологія
Названий на честь знаменитого італійського біолога і лікаря, засновника сучасних італійських досліджень рукокрилих, професора Бенедетто Ланца італ. Benedetto Lanza, Флоренція.

## Опис
Невеликого розміру з довжиною передпліччя між 31,1 і 32,7.
Шерсть довга. Спинна частини коричнева з рудуватим відтінком, в той час як черевна частина трохи світліша. Крилові мембрани сірувато-коричневі, їх черевна поверхня трохи світліша. Вуха і морда сірувато-коричневого кольору. Довгий хвіст виходять за межі великої хвостової мембрани на близько 1,5-3 мм.

## Середовище проживання
Цей вид є ендемічним на острові Сокотра, Ємен.

## Звички
Харчується комахами.